# جامعة السويدي للتكنولوجيا
جامعة السويدي للتكنولوجيا (اختصارًا SUT) هي جامعة پوليتكنيك خاصة تأسست في عام 2023 وفقًا للقرار الجمهوري رقم 309 لعام 2023 الصادر عن الرئيس عبد الفتاح السيسي. تقع الجامعة على طريق القاهرة - الإسماعيلية الصحراوي في محافظة الشرقية في مصر.

## الحرم الجامعي
جامعة السويدي للتكنولوجيا (SUT) تقع على مساحة 21 فدانًا تقريبا وتحتوي على قاعة رئيسية للمحاضرات، 4 قاعات محاضرات ثانوية، 12 قاعة للسكاشن، 58 فصل دراسي، 4 مختبرات هندسة القوى الكهربائية (مختبر الهندسة الكهربائية، مختبر الهندسة الصناعية، مختبر نظم القوى، ومختبر الهندسة عالية الجهد)، 3 مختبرات لهندسة الإلكترونيات ( مختبر الإلكترونيات الرقمية، ومختبر الإلكترونيات الأساسية وهندسة الاتصالات، ومختبر تصميم الهندسة الكهربائية والإلكترونية)، 8 مختبرات لتكنولوجيا المعلومات (مختبر الحوسبة السحابية، ومختبر أمان السيبرانية، ومختبر قواعد البيانات والتحليل، ومختبر تقنية المعلومات، ومختبر الإنترنت من الأشياء، ومختبر أمان الشبكات، ومختبر أنظمة التشغيل، ومختبر البرمجة)، ورشتين، ومختبر الطاقة الشمسية والفيزياء، ومختبر الطاقة المتجددة، ومختبر الرياضيات التطبيقية.

## مجالات الدراسة والبرامج الأكاديمية
جامعة السويدي للتكنولوجيا (SUT) تقدم 19 برنامجًا دراسيًا (أربع سنوات) في 6 مجالات مختلفة. عند الانتهاء من الدراسة، تمنح درجة البكالوريوس المهنى في التكنولوجيا في التخصص وشهادة اعتراف من جامعة أميتي واعتراف من نقابة التكنولوجيين المصرية (ETS).

مجال تكنولوجيا الهندسة الكهربائية:
- برنامج تكنولوجيا الهندسة الكهربائية والإلكترونية.
* مجال تكنولوجيا علوم الحاسوب:
- برنامج تكنولوجيا علوم الحاسب.
- برنامج تكنولوجيا علوم البيانات.
- برنامج تكنولوجيا الشبكات والامن السيبراني.